# Augusto Barbera
Augusto Antonio Barbera (ur. 25 czerwca 1938 w Aidone) – włoski polityk, prawnik i nauczyciel akademicki, parlamentarzysta, w 1993 minister, sędzia Sądu Konstytucyjnego.

## Życiorys
Z wykształcenia prawnik, został następnie nauczycielem akademickim. Od 1967 do 1969 pracował w Niemczech na uczelniach w Karlsruhe i Heidelbergu. Wykładał następnie prawo konstytucyjne na uniwersytetach w Katanii (do 1970) i Ferrarze (do 1977), następnie pracował w instytucie prawa publicznego na wydziale nauk politycznych Uniwersytetu Bolońskiego (do 1994). Pozostał na ostatniej z tych uczelni, uzyskując w 2014 status profesora emerytowanego. Był redaktorem periodyku naukowego „Quaderni costituzionali”, publikował prace naukowe z zakresu prawa publicznego i prawa konstytucyjnego. Członek korespondent instytucji naukowej Accademia delle scienze dell'Istituto di Bologna.
Należał do Włoskiej Partii Komunistycznej, po jej rozwiązaniu na początku lat 90. dołączył do Demokratycznej Partii Lewicy. W latach 1976–1994 sprawował mandat posła do Izby Deputowanych VII, VIII, IX, X i XI kadencji. Pod koniec kwietnia 1993 został ministrem bez teki ds. kontaktów z parlamentem w rządzie Carla Azeglia Ciampiego. Był jednym z trzech przedstawicieli postkomunistów w tym gabinecie – pierwszym powojennym rządzie z reprezentacją tego środowiska. Koalicja rozpadła się jednak wkrótce po nominacji, a Augusto Barbera zakończył urzędowanie po niespełna tygodniu.
Był wiceprzewodniczącym CPGA, organu samorządu sędziów administracyjnych (2001–2005), w 2013 premier Enrico Letta powołał go do komisji ds. reformy konstytucyjnej. W grudniu 2015 z rekomendacji Partii Demokratycznej został wybrany przez parlament w skład Sądu Konstytucyjnego.
Odznaczony Orderem Zasługi Republiki Włoskiej I klasy (2017).